# Baia Sprie

Baia Sprie (en húngaro: Felsőbánya, en alemán: Mittelstadt) es una ciudad en el Distrito de Maramureş, en el norte de Rumanía. La versión húngara del nombre de la ciudad, Felsőbánya, significa "Mina de Arriba".
Existen cuatro pedanías bajo la administración municipal de Baia Sprie: la ciudad de ese nombre y los pueblos de Chiuzbaia, Satu Nou de Sus y Tăuţii de Sus. Las comunidades vecinas son la ciudad de Baia Mare y los pueblos de Groşi, Dumbrăviţa, Şiseşti y Deseşti. La población total en 2002 era de 16 609 habitantes, de los cuales aproximadamente 11 500 vivían en la ciudad de Baia Sprie, con una mayoría de rumanos y un 28 % de la minoría húngara.

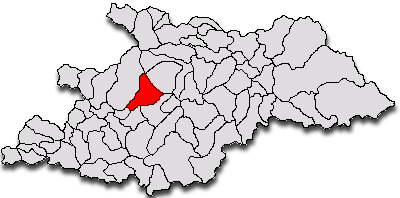
Municipio de Baia Sprie en el Distrito de Maramureş.

La ciudad fue uno de los más importantes centros mineros de noroeste rumano, explotaciones de oro y plata son mencionadas en documentos de 1411, tiempo en el que la región fue colonizada por los sajones. Sin embargo, recientes cambios administrativos y la reestructuración del sector minero rumano han llevado esta actividad casi a su desaparición.

## Historia
La primera mención escrita a asentamientos datan de 1329 como Civitas in medio monte. La ciudad se encontraba en el condado de Szatmár, en el Reino de Hungría. El Rey Segismundo de Luxemburgo, Emperador del Sacro Imperio Romano, como parte del trato con el Déspota Stefan Lazarević, le entregó como presente a Baia Sprie en 1411, hasta que el Déspota murió en 1426. Un año después, el sucesor del Déspota de Serbia Đurađ Branković se convirtió en Señor de Baia Sprie. En 1567, fue anexado por el Príncipe de Transilvania János Zsigmond. En los periodos 1605-1606, 1621-1629 y 1645-1648 la ciudad y el condado fueron parte del Principado de Transilvania.
En el censo de 1920, los siguientes idiomas eran hablados: húngaro 93,8 %, rumano 5,2 % y otros 1,0 %. En el mismo censo las religiones tenían la siguiente representación: católicos 52,1 %, ortodoxos 28,1 %, calvinistas 13,3 %, judíos 6,1 % y otros 0,5 %.
Desde 1919 a 1940 la ciudad fue parte del Reino de Rumanía. Entre 1940 y 1944 perteneció a Hungría y después de 1944 se convirtió en ciudad de Rumanía. El municipio estuvo alternando entre: la Región de Baia Mare (entre 1952 y 1960); Región de Maramureş (1960-1968) y definitivamente, desde 1968, al Distrito de Maramureş.

## Población
El total de población del municipio en 2002 era de 16 609 habitantes, de los cuales la distribución étnica era 12 469 rumanos (75 %), 3441 húngaros (21 %) y 576 romaníes (3,5 %).
Las principales religiones profesadas eran: 11 344 ortodoxos rumanos, 2739 católicos, 886 calvinistas y 636 otros cristianos ortodoxos.